# 1977 في العراق
فيما يلي قوائم الأحداث التي وقعت خلال عام 1977 في العراق.

## أفلام
من الأفلام التي صدرت هذه السنة في العراق:
- 1 يناير – بيوت في ذلك الزقاق من إخراج قاسم حول.

## مواليد

### يونيو
- 19 يونيو – ماهر حبيب راضي لاعب كرة قدم عراقي.

### يوليو
- 1 يوليو – رزاق فرحان لاعب كرة قدم عراقي.

### أغسطس
- 2 أغسطس – زياد طارق عزيز بريسم لاعب كرة قدم عراقي.
- 18 أغسطس – دار سليم ممثل دنماركي.

### سبتمبر
- 23 سبتمبر – ليث نوباري لاعب كرة قدم إيراني.

### أكتوبر
- 1 أكتوبر - أسماء صفاء ممثلة عراقية.

## وفيات

### يناير
- 1 يناير – علي صالح السعدي (مواليد 1928)
- 1 يناير – ناجي معروف (مواليد 1910)

### أغسطس
- 12 أغسطس – كمال الدين الطائي (مواليد 1903)